# Campionati del mondo di corsa campestre 1973
Il I Campionato mondiale di corsa campestre si è svolto a Waregem, in Belgio, il 17 marzo 1973 all'Hippodroom Waregem. Vi hanno preso parte 287 atleti in rappresentanza di 21 nazioni. Il titolo maschile è stato vinto da Pekka Päivärinta mentre quello femminile da Paola Pigni.

## Nazioni partecipanti
Qui sotto sono elencate le nazioni che hanno partecipato a questi campionati (tra parentesi il numero degli atleti per ciascuna nazione):
- Belgio (19)
- Canada (1)
- Danimarca (9)
- Finlandia (13)
- Francia (20)
- Galles (15)
- Germania Ovest (13)

- Inghilterra (20)
- Irlanda (20)
- Irlanda del Nord (12)
- Italia (19)
- Marocco (14)
- Nuova Zelanda (14)
- Paesi Bassi (16)

- Portogallo (14)
- Scozia (20)
- Spagna (19)
- Stati Uniti (6)
- Svizzera (6)
- Tunisia (8)
- Unione Sovietica (8)

## Cronaca
La prima edizione dei campionati del mondo di corsa campestre vide la vittoria del finlandese Pekka Päivärinta in campo maschile e dell'italiana Paola Pigni in quello femminile; nonostante questo, né la Finlandia, né l'Italia riuscirono a salire sul podio della gara a squadre.

## Risultati

### Individuale (uomini seniores)
| Posizione | Atleta           | Nazionalità      | Tempo   |
| --------- | ---------------- | ---------------- | ------- |
| Oro       | Pekka Päivärinta | Finlandia        | 35'46"4 |
| Argento   | Mariano Haro     | Spagna           | 35'46"5 |
| Bronzo    | Rod Dixon        | Nuova Zelanda    | 36'00"  |
| 4         | Tapio Kantanen   | Finlandia        | 36'05"  |
| 5         | Willy Polleunis  | Belgio           | 36'05"  |
| 6         | Roger Clark      | Inghilterra      | 36'08"  |
| 7         | Juan Hidalgo     | Spagna           | 36'12"  |
| 8         | Gaston Roelants  | Belgio           | 36'13"  |
| 9         | Nikolay Sviridov | Unione Sovietica | 36'19"  |
| 10        | Noel Tijou       | Francia          | 36'21"  |
| 11        | Grenville Tuck   | Inghilterra      | 36'24"  |
| 12        | Dick Tayler      | Nuova Zelanda    | 36'26"  |

### Squadre (uomini seniores)
| Pos.    | Atleta | Punti |
| ------- | --- | ----- |
| Oro     | Belgio Willy Polleunis Gaston Roelants Erik De Beck Erik Gyselinck Karel Lismont Marc Smet                           | 109   |
| Argento | Unione Sovietica Nikolai Swiridow Pawel Andrejew Nikolai Puklakow Boris Oljanizki Walentin Sotow Wladimir Merkuschin | 119   |
| Bronzo  | Nuova Zelanda Rod Dixon Dick Tayler Bryan Rose Euan Robertson Eddie Gray Nathan Healey                               | 136   |
| 4       | Finlandia | 180   |
| 5       | Inghilterra | 181   |
| 6       | Spagna | 260   |
| 7       | Francia | 273   |
| 8       | Scozia | 291   |

### Individuale (uomini under 20)
| Posizione | Atleta             | Nazionalità | Tempo  |
| --------- | ------------------ | ----------- | ------ |
| Oro       | Jim Brown          | Scozia      | 20'25" |
| Argento   | José Haro Cisneros | Spagna      | 21'01" |
| Bronzo    | Léon Schots        | Belgio      | 21'08" |
| 4         | Franco Fava        | Italia      | 21'15" |
| 5         | Aldo Tomasini      | Italia      | 21'27" |
| 6         | Dennis Coates      | Inghilterra | 21'27" |
| 7         | José Luis Ruiz     | Spagna      | 21'32" |
| 8         | Barry Smith        | Inghilterra | 21'32" |
| 9         | Fernando Cerrada   | Spagna      | 21'45" |
| 10        | Tony Staynings     | Inghilterra | 21'49" |
| 11        | Reinosa Miramontes | Spagna      | 21'49" |
| 12        | Neil Coupland      | Inghilterra | 21'49" |

### Squadre (uomini under 20)
| Posizione | Nazione e atleti                                          | Punti |
| --------- | --------------------------------------------------------- | ----- |
| Oro       | Spagna José Haro Cisneros José Luis Ruiz Fernando Cerrada | 18    |
| Argento   | Italia Franco Fava Aldo Tomasini Luca Bigatello           | 22    |
| Bronzo    | Inghilterra Dennis Coates Barry Smith Tony Staynings      | 24    |
| 4         | Scozia                                                    | 32    |
| 5         | Francia                                                   | 55    |
| 6         | Belgio                                                    | 57    |
| 7         | Irlanda                                                   | 89    |
| 8         | Svizzera                                                  | 100   |

### Individuale (donne seniores)
| Posizione | Atleta                | Nazionalità   | Tempo   |
| --------- | --------------------- | ------------- | ------- |
| Oro       | Paola Pigni           | Italia        | 13'45"2 |
| Argento   | Joyce Smith           | Inghilterra   | 13'58"  |
| Bronzo    | Joske Van Santberghe  | Belgio        | 14'01"  |
| 4         | Rita Ridley           | Inghilterra   | 14'02"  |
| 5         | Sinikka Tyynelä       | Finlandia     | 14'09"  |
| 6         | Jean Lochhead         | Galles        | 14'12"  |
| 7         | Marijke Moser         | Svizzera      | 14'13"  |
| 8         | Irja Pettinen         | Finlandia     | 14'14"  |
| 9         | Anne Garrett          | Nuova Zelanda | 14'15"  |
| 10        | Nina Holmén           | Finlandia     | 14'16"  |
| 11        | Annie van den Kerkhof | Paesi Bassi   | 14'20"  |
| 12        | Marleen Mols          | Belgio        | 14'21"  |

### Squadre (donne seniores)
| Posizione | Nazione e atleti                                                      | Punti |
| --------- | --------------------------------------------------------------------- | ----- |
| Oro       | Inghilterra Joyce Smith Rita Ridley Penny Yule Carol Gould            | 40    |
| Argento   | Finlandia Sinikka Tyynelä Irja Pettinen Nina Holmén Aila Koivistoinen | 73    |
| Bronzo    | Stati Uniti Doris Brown Francie Larrieu Vicki Foltz Caroline Walker   | 90    |
| 4         | Italia                                                                | 96    |
| 5         | Germania Ovest                                                        | 99    |
| 6         | Nuova Zelanda                                                         | 103   |
| 7         | Belgio                                                                | 107   |
| 8         | Irlanda                                                               | 115   |

## Medagliere
Legenda
     Paese ospitante
| Posizione | Paese            | Oro | Argento | Bronzo | Totale |
| --------- | ---------------- | --- | ------- | ------ | ------ |
| 1         | Spagna           | 1   | 2       | 0      | 3      |
| 2         | Inghilterra      | 1   | 1       | 1      | 3      |
| 3         | Finlandia        | 1   | 1       | 0      | 2      |
| 3         | Italia           | 1   | 1       | 0      | 2      |
| 5         | Belgio           | 1   | 0       | 2      | 3      |
| 6         | Scozia           | 1   | 0       | 0      | 1      |
| 7         | Unione Sovietica | 0   | 1       | 0      | 1      |
| 8         | Nuova Zelanda    | 0   | 0       | 2      | 2      |
| 9         | Stati Uniti      | 0   | 0       | 1      | 1      |
| Totale    | Totale           | 6   | 6       | 6      | 18     |